# Melanie Onn

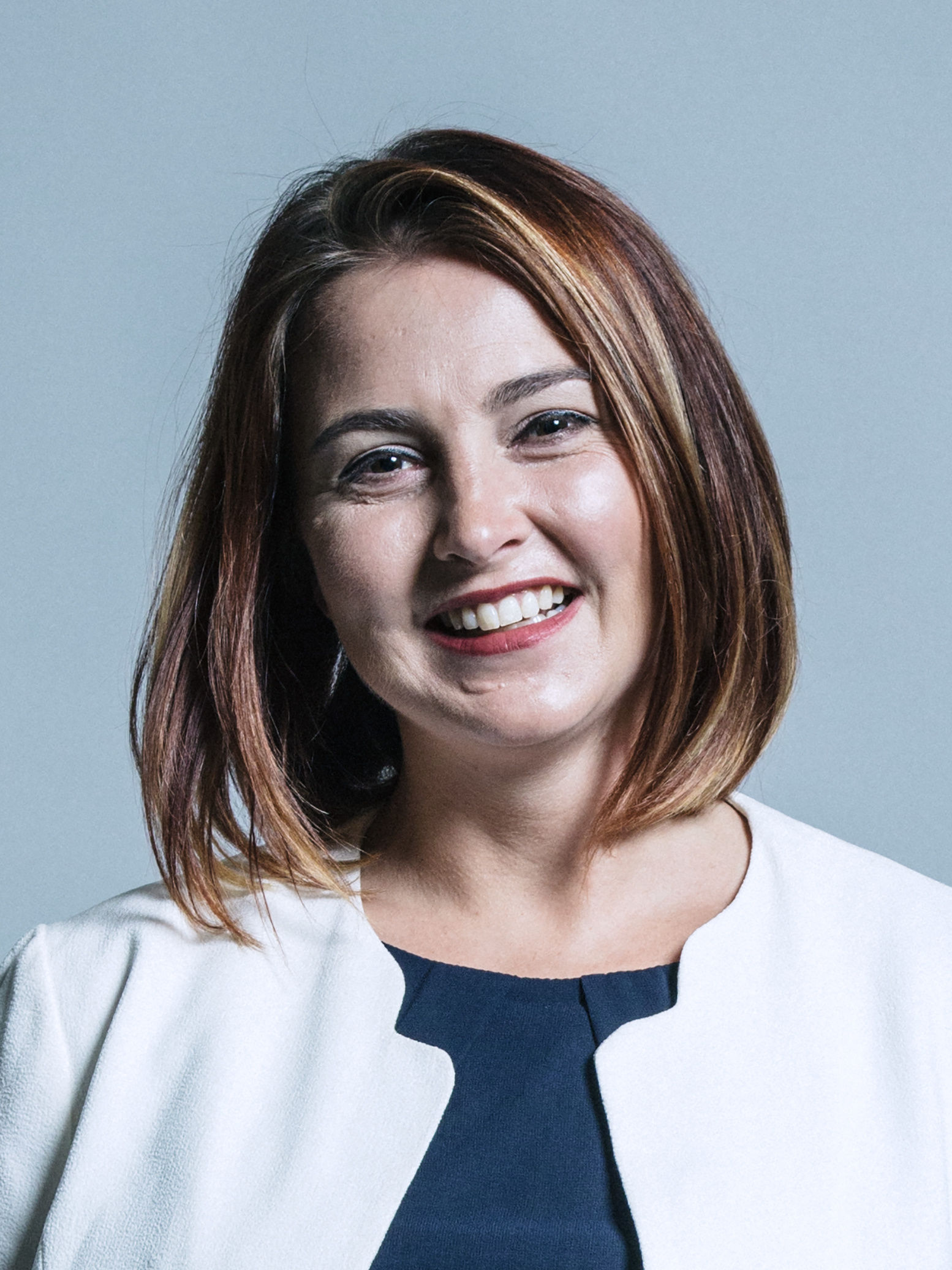
Melanie Onn (Juni 2017)

Melanie Onn (* 19. Juni 1979 in Grimsby) ist eine britische Politikerin der Labour Party und Abgeordnete des House of Commons. Sie vertritt seit 2024 den neuen Wahlkreis Great Grimsby and Cleethorpes. Zuvor war sie von 2015 bis 2019 Mitglied des Unterhauses für den Wahlbezirk Great Grimsby.
Onn wuchs in ihrer Heimatstadt Grimsby auf und lebte im Alter von 17 Jahren eine Zeit lang in sozialen Wohnungsprojekten für Jugendliche. Später schloss sie die Middlesex University in Politikwissenschaft, Philosophie und Internationale Studien ab.
Sie arbeitete mehr als zehn Jahre für die lokale Labour Party und bewarb sich im Zuge der Europawahlen 2009 erfolglos für einen Sitz im Europäischen Parlament.
Onn setzt sich für den Ausbau von erneuerbaren Energien ein.
Im Zuge des EU-Mitgliedschaftsreferendums im Vereinigten Königreich 2016 setzte sich Onn für den Verbleib des Vereinigten Königreichs in der Europäischen Union ein. Sie lehnt jedoch ein zweites Referendum über dieselbe Frage ab. Am 18. Oktober 2019 verkündete Onn ihre Intention für Boris Johnsons Deal mit der EU zu stimmen.
Onn galt Jeremy Corbyn gegenüber als kritisch eingestellt und stellte sich hinter Corbyns Herausforderer Owen Smith bei dessen Bewerbung um den Labour-Parteivorsitz.
Bei den Unterhauswahlen 2019 verlor Onn ihren Sitz an Lia Nici von der Conservative Party.
Onn verlor 6726 Stimmen im Vergleich zur letzten Wahl, was prozentual einem Verlust von 16,7 Prozent entspricht. Sie erklärte im Nachhinein, dass sie bereits damit rechnete, ihren Sitz zu verlieren, aber nicht damit gerechnet hätte, dass der Verlust so groß ausfällt.
Bei den Wahlen von 2024 gewann Onn den neu geschnittenen Wahlkreis Great Grimsby and Cleethorpes mit 15336 Stimmen (41,9 %) vor Oliver Freeston (Reform UK) 10.533=28,8 % und Lia Nici (8269=22,6 %).